# احمد وفیق پاشا

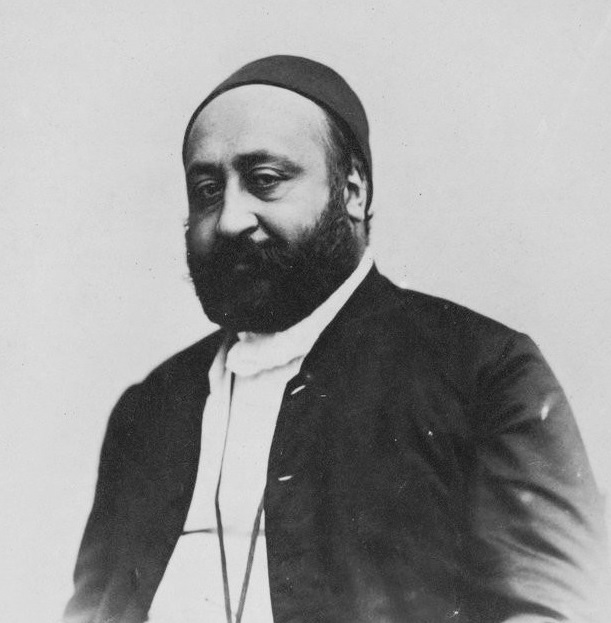
تصویری از وفیق پاشا

احمد وفیق پاشا (ترکی عثمانی: احمد وفیق پاشا یا وفیق افندی) (۳ ژوئیه ۱۸۲۳، قسطنطنیه – 2 آوریل ۱۸۹۱، قسطنطنیه) سیاستمدار، دیپلمات، محقق، نمایشنامه نویس و مترجم عثمانی در دوره تنظیمات و دوره اول مشروطه بود. او به وظایف عالی‌رتبه دولتی از جمله ریاست اولین مجلس عثمانی در سال ۱۸۷۷ مأمور شد. او همچنین برای دو دوره کوتاه به عنوان وزیر بزرگ خدمت کرد. وفیق افندی همچنین اولین تئاتر عثمانی را تأسیس کرد و اولین نمایشنامه‌های تئاتر به سبک غربی را در بورسا آغاز کرد و آثار اصلی مولیر را ترجمه کرد. پرتره او بر روی تمبر یکی از کارت پستال‌های سابق ترکیه به تصویر کشیده شده.

## زندگی‌نامه
احمد وفیق پاشا از تبار یونانی بود، اجداد او، مانند بسیاری دیگر از مسلمانان یونانی به ویژه اهل کرت (ترکان کرت) و مقدونیه جنوبی، قبلاً به اسلام گرویده بودند. او تحصیلات خود را در سال ۱۸۳۱ در قسطنطنیه آغاز کرد و بعداً با خانواده خود به پاریس رفت و در آنجا از کالج سنت لوئیس فارغ‌التحصیل شد.
احمد وفیق دو بار وزیر آموزش امپراتوری عثمانی و وزیر اعظم شد. زمانی که فرماندار شهر بورسا شد، یک تئاتر در بورسا ساخت. در سال ۱۸۶۰ سفیر عثمانی در فرانسه شد. او اولین فرهنگ لغت ترکی را نوشت و از اولین پان ترکیست‌ها به‌شمار می‌رود.
| مناصب سیاسی              | مناصب سیاسی                                                        | مناصب سیاسی              |
| ------------------------ | ------------------------------------------------------------------ | ------------------------ |
| پیشین: Ahmed Hamdi Pasha | Grand Vizier of the Ottoman Empire 4 February 1878 – ۱۸ آوریل ۱۸۷۸ | پسین: Mehmed Sadık Pasha |
| پیشین: Mehmed Said Pasha | Grand Vizier of the Ottoman Empire 1 December 1882 – ۳ دسامبر ۱۸۸۲ | پسین: Mehmed Said Pasha  |

## مطالعات بیشتر
- Chisholm, Hugh, ed. (1911). "Ahmed Vefik" . Encyclopædia Britannica (به انگلیسی) (11th ed.). Cambridge University Press. This contains a more detailed biography, although comparison with the newer Encyclopædia Britannica entry suggests the information about his early life is in error.